# 褐色火薬
褐色火薬（かっしょくかやく、英語: brown powder、ドイツ語: Braunpulver、フランス語: poudre brune、スペイン語: pólvora marrón、イタリア語: polvere marrone、ロシア語: коричневый порох）とは、黒色火薬を改良した、低爆速の火薬である。

## 概要
19世紀後半（1870年代～1890年代）にライフル銃や大砲の推進剤として使用された。茶褐色の外観から「ココアパウダー」（cocoa powder）と呼ばれ、特にドイツで開発された六角柱状の「褐色六稜火薬」が特徴的である。
日本では明治20年（1887年）に導入され、海軍の大砲で使用された。スペイン、イタリア、ロシア、でも海軍で採用されたが、イタリアの装甲艦「カイオ・デュイリオ」の事故（1880年）など品質問題が浮上。
無煙火薬の普及により、20世紀初頭に廃止された。現在は博物館の展示品や再現実験を通じて、軍事史や火薬技術の過渡期を象徴する存在として知られる。

### 開発の歴史
褐色火薬は、黒色火薬の急激な燃焼がライフリング付き銃や大砲の内部圧力を過大にする問題を解決するため、19世紀中盤に開発された。1850年代、米国のトーマス・ロッドマン少佐が大口径砲用に大型粒子の火薬を提案し、燃焼速度を遅くする基礎を築いた。1875年、ラモット・デュポンが六角形の「ヘキサゴナル火薬」を発明。直径約38mm、中心に孔を持つ形状で、進行的燃焼（燃焼が進むにつれてガス生成が増加）を実現した。
1882年、ドイツのロットヴァイル社が「プリズマティック褐色火薬（PBC）」を開発。硫黄を2%に減らし、ライ麦わらから作った不完全炭化木炭を使用し、燃焼速度を最適化。1884年、英国海軍がPBCを採用し、戦艦の長距離射撃を可能にした。フランスでは黒色火薬の派生形が、スペインでは英国製PBCが、ロシアではドイツ製PBCがそれぞれ導入された。ロシアは国産化を試みたが、品質管理の難しさから輸入に依存した。
イタリアでは、1879年に装甲艦「カイオ・デュイリオ」で褐色火薬を採用したが、1880年にフォッサノ製造の火薬が過圧爆発を起こし、砲塔が損壊、乗員6名が死亡。事故原因は硫黄の不均一な混合（2.5%と高め）と湿気による劣化だった。この事故は、褐色火薬の品質管理の重要性を浮き彫りにし、イタリアの無煙火薬移行を加速させた。1882年以降、イタリアは英国製PBCに切り替えたが、1890年までにニトロセルロース火薬を標準化した。

### 化学的特性と組成
褐色火薬は、黒色火薬（硝石75%、硫黄10%、木炭15%）に比べ、硫黄の割合を3%（PBCでは2%、スペインでは1.5%、イタリアでは2.5%）に減らし、不完全炭化の褐色木炭（炭素含有量約50～55%）を使用。標準組成は以下の通り：
- 硝石（硝酸カリウム）：79%
- 硫黄：3%（変動：1.5～2.5%）
- 褐色木炭：18%（イタリアではオリーブ木炭）

燃焼反応は黒色火薬（\[ 2KNO_3 + S + 3C \rightarrow K_2S + N_2 + 3CO_2 \]）に似るが、硫黄の減少により二酸化硫黄（SO₂）が減り、一酸化炭素（CO）や二酸化炭素（CO₂）が主な生成物となる。燃焼速度は黒色火薬の約1/2（0.3m/s対0.6m/s）に抑制され、銃身へのストレスを軽減。イタリアのオリーブ木炭は炭素含有量が55%と高く、燃焼速度がやや速めだった。
| 火薬種類 | 燃焼速度 (m/s) | 白煙量 | 銃身ストレス |
| -------- | -------------- | ------ | ------------ |
| 黒色火薬 | 0.6            | 高     | 高           |
| 褐色火薬 | 0.3            | 高     | 中           |
| 無煙火薬 | 0.1～0.2       | 低     | 低           |

### 製法
褐色火薬の製造は、黒色火薬の湿式混合技術を基盤とし、六稜形状と低硫黄組成に特化した、形状制御が特徴である。
主な工程は：
1. 原料混合: 硝石、硫黄、褐色木炭（ライ麦わら、柳、またはイタリアのオリーブ木）を水やアルコールで湿らせ、火花による爆発を防止。
2. 粉砕と成形: 混合物をボールミルで粉砕後、油圧プレスで六角柱状（直径38mm、高さ25mm、中心孔5mm）に成形。
3. 乾燥と選別: 成形物を低温で乾燥し、欠陥粒子を除去。

イタリアのフォッサノ工廠では、湿気管理の不備が事故の原因となった。ドイツのロットヴァイル社は、ライ麦わらの木炭を使用し、精密なプレス技術で安定性を確保した。
詳細な工程は以下の通り：
1. 原料準備: 硝石（純度99%）はインド産を再結晶化。硫黄（2～3%）はシチリア産を蒸留。褐色木炭（炭素50～55%）はライ麦わら（ドイツ）、柳（英国）、オリーブ木（イタリア）を低温炭化。
2. 湿式混合: 銅製ボールミルで4～6時間混合。水やアルコール（10～15%）で火花を防止。イタリアのフォッサノ工廠では、硫黄の不均一性が事故原因。
3. 粉砕と成形: 粒径0.1～0.5mmに粉砕後、油圧プレスで六角柱（直径38mm、高さ25mm、中心孔5mm）に成形。ドイツは蒸気プレス、日本は輸入機材を使用。
4. 乾燥と選別: 50～60℃で48～72時間乾燥。振動篩で欠陥粒子を除去。イタリアの高温乾燥は亀裂を誘発。
5. 包装と貯蔵: 50kgの銅製樽に詰め、乾燥倉庫で保管。日本は硫黄コーティング容器、ロシアは凍結防止暖房を採用。

課題: 湿気管理（イタリア事故の原因）、硫黄の均一性、形状精度。ドイツのロットヴァイル社は自動化技術でこれを克服。

### 日本での使用
日本では、明治維新後の軍事近代化に伴い、1887年（明治20年）にドイツ製「褐色六稜火薬」を導入。六角柱状で中心に孔が空いた形状は、海軍の12cm速射砲や陸軍の村田銃に適していた。日清戦争（1894-1895年）では、戦艦「松島」や「吉野」の主砲で使用され、射程延伸に貢献。黄海海戦（1894年）では、白煙による視界低下が戦術上の課題となった。1893年、無煙火薬（B火薬）の国産化に成功し、1899年、下瀬火薬（純ピクリン酸）の大量生産も始まった。1900年までに褐色火薬は廃止。現在、靖国神社遊就館や海上自衛隊呉史料館で展示されている。

### 国際的な使用
- ドイツ: 1882年、ロットヴァイル社がPBCを開発。硫黄2%、ライ麦わら木炭を使用。ビスマルク時代の海軍で標準装備。
- イギリス: 1884年、PBCを採用。戦艦「マジェスティック」の12インチ砲で長距離射撃精度を向上。
- フランス: 黒色火薬の派生形を使用。1886年のプードルB開発で早期に無煙火薬に移行。
- アメリカ: 1850年代のロッドマン火薬と1875年のデュポン・ヘキサゴナル火薬が先駆。1898年のメイン号爆発事故で摩擦感度が問題視された。
- スペイン: 1880年代、英国製PBCを装甲艦「ヌマンシア」の12インチ砲に採用。硫黄1.5%の火薬で燃焼ガスの安定性を向上。
- ロシア: 1887年、ドイツ製PBCを黒海艦隊の戦艦「インペラートル・アレクサンドル2世」に導入。射程を約10%延伸。国産化は失敗。
- イタリア: 1879年、装甲艦「カイオ・デュイリオ」で褐色火薬を使用。1880年の爆発事故後、英国製PBCに切り替え。オリーブ木炭を使用。
- 日本: 1887年、ドイツ製六稜火薬を導入。日清戦争で海軍の大砲に使用。

| 国       | 開発/採用時期 | 特徴                     | 主な用途             |
| -------- | ------------- | ------------------------ | -------------------- |
| ドイツ   | 1882          | 硫黄2%、ライ麦わら木炭   | 海軍の大砲           |
| イギリス | 1884          | PBC、長距離射撃          | 戦艦の主砲           |
| フランス | 1870s         | 黒色火薬派生、記録少ない | 限定的な大砲使用     |
| アメリカ | 1850s         | ロッドマン、デュポン     | 海軍、南北戦争後     |
| スペイン | 1880s         | 硫黄1.5%、英国製PBC      | 装甲艦の主砲         |
| ロシア   | 1887          | ドイツ製PBC、射程延伸    | 黒海艦隊の大砲       |
| イタリア | 1879          | オリーブ木炭、事故多発   | 海軍、短期間使用     |
| 日本     | 1887          | ドイツ製六稜火薬         | 海軍の大砲、日清戦争 |

### 無煙火薬への移行
褐色火薬の後継として、1886年にフランスのプードルB（ニトロセルロースベース）が登場。白煙がほぼなく、燃焼効率が4～5倍高かった。
1889年の英国のコーディット（コルダイト）、1887年のスウェーデンのバリスティットも同様の優位性を持ち、褐色火薬を駆逐した。
主要国の進化は以下の通り：
- フランス: プードルBでルベル銃の射程を2倍化。1890年代に純度99.5%のニトロセルロースを開発。
- 英国: コーディットMark II（1900年）は、ニトログリセリン比率を最適化。第一次世界大戦の標準。
- 日本: 1897年、コーディット技術を基に国産化。日露戦争で30cm砲に使用。
- イタリア: バリスティットを1890年に標準化。「カイオ・デュイリオ」事故が移行を加速。

無煙火薬は、射程延伸（20～50%）、連射速度向上、銃身寿命延長（2～3倍）を実現。
現代の火薬は、無煙火薬の技術を継承し、ナノテクノロジーや無鉛火薬の研究が進行中。

### 現代の遺産
褐色火薬は、火薬技術の進化（黒色火薬→無煙火薬）を橋渡しした。
現代では以下で確認できる：
- 博物館展示: 英国国立海軍博物館でPBC、遊就館で六稜火薬が展示。イタリアの海軍博物館で「カイオ・デュイリオ」の事故関連資料が公開。
- 再現実験: 米国のNRAやイタリアの軍事史団体が再現実験を実施。Xで六稜火薬の写真や動画が共有されている。
- 歴史的意義: 長距離射撃や軽量銃身の開発を可能にし、品質管理の重要性を教訓として残した。